# 土屋定直
土屋 定直（つちや さだなお）は、江戸時代中期の常陸国土浦藩の世嗣。官位は従五位下・出羽守。

## 略歴
老中を務めた2代藩主・土屋政直の三男として誕生。
兄・昭直が死去したため代わって嫡子となる。元禄9年（1696年）に5代将軍・徳川綱吉に初御目見し、元禄16年（1703年）に叙任する。兄と同様、宝永2年（1704年）に死去した。代わって弟・陳直が嫡子となった。